# Storia del Partito Comunista Italiano (1921-1944)

Simbolo elettorale del Partito Comunista d'Italia alle elezioni del 1924.

Il Partito Comunista d'Italia - Sezione Italiana dell'Internazionale Comunista venne fondato il 21 gennaio 1921 a Livorno come sezione italiana dell'Internazionale Comunista in seguito al biennio rosso, alla rivoluzione d'ottobre e alla separazione dell'ala di sinistra del Partito Socialista Italiano guidata da Nicola Bombacci, Amadeo Bordiga, Onorato Damen, Bruno Fortichiari, Antonio Gramsci e Umberto Terracini al XVII Congresso Socialista. Il partito mantenne questa  denominazione fino al 15 maggio 1943, data di scioglimento del Comintern, divenendo Partito Comunista Italiano. Avente sede a Milano nella palazzina di Porta Venezia, il PCd'I ebbe come organo di stampa quotidiano centrale l'Ordine Nuovo fino al 1922 e dal 1924 l'Unità.

## Origini
Il II Congresso dell'Internazionale Comunista fra luglio e agosto del 1920 decide che i suoi membri avrebbero dovuto sottoscrivere ventuno condizioni che prevedevano in particolare l'espulsione di ogni riformista e il mutamento di nome dei partiti in «Partito Comunista». In particolare il documento stabiliva: «La stampa periodica e non periodica e tutte le pubblicazioni di partito debbono essere completamente subordinate alla direzione del partito, [...] è necessario bollare a fuoco, in modo sistematico e implacabile, non soltanto la borghesia ma anche i suoi complici, i riformisti di qualunque sfumatura. [...] [È] assolutamente necessario combinare l'attività legale con quella clandestina. [...] [I]l partito comunista sarà in grado di compiere il proprio dovere soltanto se sarà organizzato il più possibile centralisticamente, se in esso dominerà una disciplina ferrea». Alla fine del Congresso il 27 agosto il presidente del Comintern Grigorij Evseevič Zinov'ev con Nikolaj Ivanovič Bucharin e Vladimir Lenin inviavano al Partito Socialista Italiano (PSI) e a «tutto il proletariato rivoluzionario» italiano l'invito a discutere al più presto in un Congresso le ventuno condizioni. L'appello è pubblicato in Italia solo il 30 ottobre su L'Ordine Nuovo, quindicinale socialista torinese diretto da Antonio Gramsci.
Il 15 ottobre 1920 a Milano ha luogo una conferenza di tutti coloro che accettano senza riserve le ventuno condizioni dell'Internazionale Comunista. Si incontrano così gli astensionisti vicini ad Amadeo Bordiga, gli ordinovisti di Gramsci e massimalisti terzinternazionalisti come Egidio Gennari, Bruno Fortichiari e Francesco Misiano. La conferenza si conclude con l'approvazione del manifesto Ai Compagni e alle Sezioni del Partito Socialista Italiano. Il manifesto si conclude con la proposta del cosiddetto programma di Milano in dieci punti sottoscritto da Gramsci, Bordiga, Fortichiari, Misiano, Umberto Terracini e Luigi Polano, segretario della Federazione Giovanile Socialista Italiana (FGSI). Nasce così la frazione comunista del PSI.
Pochi giorni dopo inizia a circolare la cosiddetta circolare Marabini-Graziadei che prova a far da ponte tra la frazione comunista e i massimalisti più anziani e titubanti a cambiare nome al PSI, proponendo il compromesso di Partito Socialista Comunista d'Italia. Si arriva così a Imola, dove la frazione comunista e il gruppo vicino a Marabini e Graziadei tengono un convegno pre-congressuale il 28 e 29 novembre. Nonostante frizioni e distanze che rischiano di far naufragare l'incontro si redige la mozione comunista per il XVII Congresso socialista. La mozione è approvata all'unanimità grazie a una serie di reciproche rinunce in cui gli astensionisti bordighiani rinunciavano alla pregiudiziale anti-elezionista promettendo al contempo il proprio autoscioglimento e si stabiliva che la mozione di Imola era immodificabile e quindi al riparo da accordi dell'ultim'ora.
Da questo momento in poi iniziano due mesi non di semplice battaglia congressuale, ma di vera e propria costruzione di una corrente nazionale pronta a trasformarsi in partito, se come ci si aspetta il centro vicino al massimalista Giacinto Menotti Serrati non espelle i riformisti di Filippo Turati riuniti nella corrente detta di concentrazione.
Nel comitato della frazione comunista troviamo Gramsci, Bordiga, Fortichiari, Misiano, Polano, Repossi e Terracini.

## Programma di Milano
I dieci punti su cui si formò il programma politico del partito sono i seguenti:
1. Nell'attuale regime sociale capitalistico si sviluppa un sempre crescente contrasto fra le forze produttive ed i rapporti di produzione, dando origine all’antitesi ed alla lotta di classe tra il proletariato e la borghesia dominante.
2. Gli attuali rapporti di produzione sono protetti dal potere dello Stato borghese, che, fondato sul sistema rappresentativo della democrazia, costituisce l'organo per la difesa degli interessi della classe capitalistica.
3. Il proletariato non può infrangere né modificare il sistema dei rapporti capitalistici di produzione, da cui deriva il suo sfruttamento, senza l’abbattimento violento del potere borghese.
4. L'organo indispensabile della lotta rivoluzionaria è il partito politico di classe. Il Partito comunista, riunendo in sé la parte più avanzata e cosciente del proletariato, unifica gli sforzi delle masse lavoratrici, volgendoli dalle lotte per gli interessi di gruppi e per risultati contingenti alla lotta per la emancipazione rivoluzionaria del proletariato; esso ha il compito di diffondere nelle masse la coscienza rivoluzionaria, di organizzare i mezzi materiali d’azione e di dirigere nello svolgimento della lotta il proletariato.
5. La guerra mondiale, causata dalle intime insanabili contraddizioni del sistema capitalistico, le quali produssero l'imperialismo moderno, ha aperto la crisi di disgregazione del capitalismo in cui la lotta di classe non può che risolversi in conflitto armato tra le masse lavoratrici ed il potere degli Stati borghesi.
6. Dopo l'abbattimento del potere borghese, il proletariato non può organizzarsi in classe dominante che con la distruzione dell’apparato statale borghese e con la instaurazione dello Stato basato sulla sola classe produttiva ed escludendo da ogni diritto politico la classe borghese.
7. La forma di rappresentanza politica nello Stato proletario è il sistema dei Consigli dei lavoratori (operai e contadini), già in atto nella rivoluzione russa, inizio della rivoluzione proletaria mondiale e prima stabile realizzazione della dittatura proletaria.
8. La necessaria difesa dello Stato proletario, contro tutti i tentativi contro–rivoluzionari, può essere assicurata solo col togliere alla borghesia ed ai partiti avversi alla dittatura proletaria ogni mezzo di agitazione e di propaganda politica, e con l'organizzazione armata del proletariato per respingere gli attacchi interni ed esterni.
9. Solo lo Stato proletario potrà sistematicamente attuare tutte quelle successive misure d'intervento nei rapporti dell'economia sociale con le quali si effettuerà la sostituzione del sistema capitalistico con la gestione collettiva della produzione e della distribuzione.
10. Per effetto di questa trasformazione economica e delle conseguenti trasformazioni di tutte le attività della vita sociale eliminandosi la divisione della società in classi, andrà anche eliminandosi la necessità dello Stato politico, il cui ingranaggio si ridurrà progressivamente a quello della razionale amministrazione delle attività umane.»

## Primo Congresso
Dopo sei giorni di discussioni il 21 gennaio 1921 al teatro Goldoni di Livorno il presidente del Congresso socialista Giovanni Bacci comunica l'esito della consultazione:
- Votanti 172 487 su 216 337 (79,28%)
- Astenuti 981
- Mozione di Firenze o dei comunisti unitari 98 028 (57,16%)
- Mozione di Imola 58 783 (34,27%)
- Mozione di Reggio Emilia o di concentrazione 14 695 (8,57%)

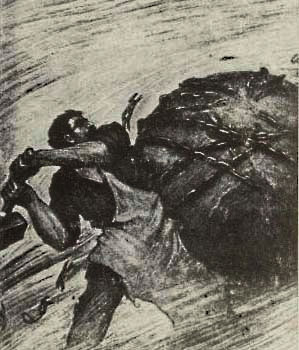
Particolare della prima tessera del Partito Comunista d'Italia

A nome della mozione comunista, Bordiga dichiara che il PSI si è dunque posto fuori dal Comintern e invita chi ha votato la mozione di Imola a confluire al teatro San Marco per costituire il Partito Comunista d'Italia: avviene così la scissione di Livorno.
Il I Congresso del PCd'I non dura molto, ma è più la passerella di comunisti italiani e stranieri (come Jules Humbert-Droz per la Svizzera) e vede Fortichiari proporre lo scioglimento della frazione comunista perché «ha esaurito il suo compito», Ortensia Bordiga portare il saluto delle donne comuniste e Polano annunciare che la FGSI aderisce al nuovo partito. Il 27 gennaio seguente al Congresso di Firenze la FGSI quasi all'unanimità muta nome in Federazione Giovanile Comunista Italiana. Nel pomeriggio del 21 gennaio è poi approvato il nuovo statuto che introduce la disliplina ferrea e centralizzata di partito come sempre auspicato da Lenin. Il nuovo Comitato Centrale conta quindici membri, di cui cinque costituiscono il Comitato Esecutivo che risiede a Milano e continua a pubblicare il bisettimanale Il Comunista, dall'11 ottobre successivo quotidiano del partito.
Nel Comitato Esecutivo del Pcd'I il lavoro è collegiale, ma è evidente che il capo indiscusso è Bordiga, che con Terracini e Ruggero Grieco costituisce il nucleo politico e organizzativo vero e proprio mentre Repossi dirige il Comitato Sindacale e a Fortichiari va il cosiddetto «Ufficio 1°» o lavoro «illegale».
Dal 26 al 28 febbraio si tiene sempre a Livorno anche il V Congresso della Confederazione Generale del Lavoro (CGL) dove l'ordine del giorno Tasca-Repossi-Misiano per i comunisti ottiene 432 558 voti pari al 23,15%. I comunisti pertanto si costituiscono in corrente di un sindacato che resta in maggioranza a riformisti e massimalisti.

## Denominazione e prima organizzazione

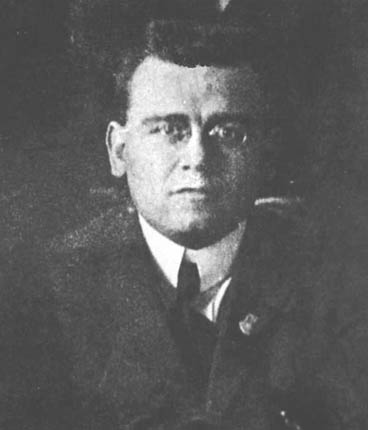
Amadeo Bordiga

L'Internazionale Comunista era all'epoca concepita secondo una tesi fortemente sostenuta da Lenin come un'organizzazione politica nettamente separata e contrapposta al campo politico borghese e con un alto livello di centralizzazione. Come è scritto nella 16ª condizione per aderire alla Terza Internazionale, «l'Internazionale Comunista, che agisce fra le condizioni della più aspra guerra civile, deve essere costruita in maniera di gran lunga più centralizzata di quel che fosse la Seconda Internazionale. Com'è naturale però l'Internazionale Comunista, e il suo Comitato Esecutivo debbono, nella loro attività complessiva, tener conto delle diverse condizioni fra cui sono costretti a lavorare ed a combattere i singoli partiti, e debbono prendere deliberazioni di validità generale soltanto in quelle questioni in cui simili deliberazioni siano possibili». Nella 17ª condizione si aggiunge: «Conforme a ciò tutti i partiti che vogliono appartenere all'Internazionale Comunista, debbono cambiare il loro nome.
Qualunque partito voglia appartenere all'Internazionale Comunista, deve portare il nome: PARTITO COMUNISTA del paese così e così (Sezione della Terza Internazionale)». Di qui la scelta per la sezione italiana di Partito Comunista d'Italia (Sezione della Internazionale Comunista) o PCd'I. L'idea era anche quella di portare una chiarezza fra i marxisti nel mondo allo sbando fin dallo scoppio della prima guerra mondiale. Spiega infatti ancora la 17ª condizione: «La questione del nome non è soltanto questione formale, ma questione politica di grande importanza. L'Internazionale Comunista ha dichiarato la guerra a tutto il mondo borghese e a tutti i partiti socialdemocratici gialli. È necessario che a ogni semplice lavoratore sia chiara la differenza tra i Partiti Comunisti e gli antichi partiti ufficiali "Socialdemocratici" e "Socialisti" che hanno tradito la bandiera della classe operaia». Tale denominazione ufficiale rimase fino al 1943, quando viene sciolta l'Internazionale Comunista rendendo le sue ex sezioni formalmente indipendenti del tutto.
Fin dalla sua nascita il partito compì un grande sforzo per organizzarsi su basi che non fossero una semplice riproduzione di quelle dei partiti tradizionali. In particolare il partito riprese alcuni temi che erano stati già caratteristici della battaglia all'interno del PSI. Per esempio, si riteneva fosse necessario dar vita a un ambiente ferocemente avverso alla società borghese e già anticipatore della società futura. Il proposito non appariva come utopistico, dato che già nel mondo della produzione certe strutture erano viste in funzione di un risultato futuro.
In due articoli del 1921 questo concetto fu sviluppato da Bordiga fino al punto di affermare che l'organo partito non era una semplice parte della classe proletaria, ma già una struttura al di là delle classi, già adatta a una società senza di esse. La rivoluzione non era infatti vista come un problema di forme organizzative, ma di forza. Essa non si sarebbe dovuta fare secondo un velleitarismo infantile, ma si doveva dirigere con un rovesciamento della prassi. Dal punto di vista organizzativo il partito doveva abbandonare la democrazia elettiva e le gerarchie interne e funzionare organicamente, cioè come un organismo biologico, con le sue parti, cioè cellule e organi differenziati che però partecipassero insieme al tutto. Al «centralismo organico» di Bordiga si preferisce il «centralismo democratico» introdotto dai bolscevichi e fatto proprio dal Pcd'I al III Congresso. Gramsci stesso ragiona intorno ai due sistemi nei suoi Quaderni del carcere difendendo quello democratico.
Essendo concepito come una sezione territoriale dell'Internazionale Comunista, il partito adottò lo stesso programma, la stessa struttura di partito e la stessa tattica adottate al II Congresso del Comintern nel 1920. Il programma ufficiale in dieci punti iniziava con quello sulla natura intrinsecamente catastrofica del sistema capitalistico e terminava con quello sull'estinzione dello Stato. Ricalcava in modo sintetico il modello che Lenin aveva tratteggiato per il partito russo.
Per qualche tempo tale relativa identità non sembrò incrinarsi, ma il rapido avanzare della reazione in Europa provocò nel partito russo e di conseguenza nell'Internazionale Comunista una variazione in senso democratico della tattica generale, specie dal punto di vista della possibilità, fino a quel momento negata, di alleanze con i partiti socialdemocratici e anche radical-borghesi. Ciò provocò all'interno del partito fin dal 1922 una tensione fra la maggioranza di sinistra e le correnti di minoranza, che nel 1924 assommavano al 16% per la destra e all'11% per il centro, sostenute dall'Internazionale Comunista. Emblematico fu il braccio di ferro del 1923 e 1924 fra il Pcd'I e la centrale a causa della scissione dell'ala riformista del PSI, avvenuta nel 1922, che spinse il Comintern a porre con forza il tema della riunificazione coi socialisti massimalisti di Giacinto Menotti Serrati. A quel punto le proposte di tesi presentate dalla sinistra cominciarono a non essere più accettate e il conflitto divenne sempre più insanabile.

## Progressiva bolscevizzazione

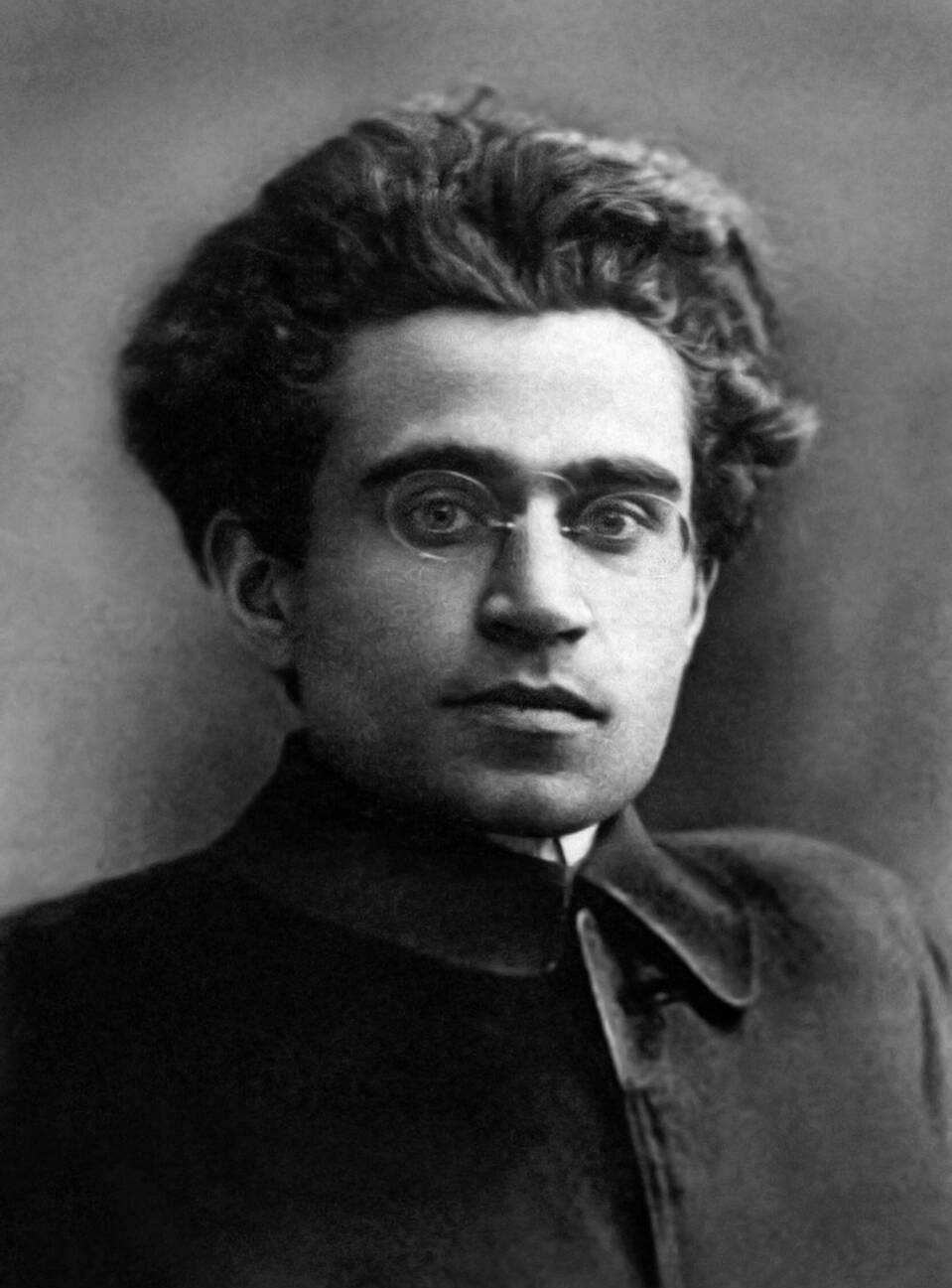
Antonio Gramsci

Nel 1922 al II Congresso il nuovo partito censì 43.000 iscritti, anche in seguito alla confluenza della FGSI che era uscita dal PSI quasi al completo nel 1921. Il partito adottò una struttura snella composta da un Comitato Centrale di quattordici membri, cinque dei quali al Comitato Esecutivo.
La destra di Tasca non era rappresentata mentre al centro rimaneva il solo Gramsci, dato che l'altro esponente de L'Ordine Nuovo, Umberto Terracini, al momento era schierato con la sinistra. La struttura di base era composta da federazioni provinciali, sezioni locali, gruppi sindacali e una organizzazione clandestina, l'Ufficio Primo, per la lotta contro le bande armate fasciste. La grande peculiarità del partito comunista in Italia fu quella di darsi un'organizzazione territoriale e non costruendosi come una lega di soviet di fabbrica sull'esempio russo. Secondo il rapporto del Comitato Centrale al II Congresso nelle votazioni alle Camere del Lavoro le mozioni presentate dai comunisti avevano raccolto quasi 600 000 voti.
Nel 1922 si instaura il governo Mussolini e alcuni esponenti del partito, fra cui Bordiga, furono arrestati dalla polizia e processati per complotto contro lo Stato, facilitando di fatto le aspirazioni del Comintern per assumere un ancor più stringente controllo sul partito italiano. Nel 1924 e 1925 viene lanciata dall'Internazionale Comunista la cosiddetta campagna di bolscevizzazione che obbligava ancora più fortemente ogni sezione nazionale a conformarsi alla disciplina e alle direttive di Mosca.
Nel maggio 1924 si tenne una conferenza clandestina a Como per una verifica ai vertici del partito in cui su 45 segretari di federazione, 35 più il segretario della federazione giovanile, votarono per la sinistra di Bordiga, 4 per il centro di Gramsci e 5 per la destra di Tasca. Nel gennaio 1926 invece al III Congresso del partito svoltosi in esilio a Lione il centro prese quasi tutti i voti congressuali (90%) in mancanza della maggior parte dei delegati della sinistra impossibilitati a muoversi a causa dei controlli fascisti e dalla sospensione dei passaporti ordinata dal Ministero dell'Interno.
Durante il Congresso la sinistra si ritrovò in una scomoda posizione. Infatti se da un lato si definiva come internazionalista, schierata sulle tesi della rivoluzione mondiale che Iosif Stalin aveva sostituito con la linea del socialismo in un solo Paese, dall'altro erano isolati nell'Internazionale Comunista che stava prendendo una direzione diversa mentre la componente centrista poteva rivendicare l'adesione a questa nuova linea dettata dal Comintern. Le parole di Bordiga al Congresso suonarono come un anticipo in Italia della battaglia condotta alcuni mesi dopo a Mosca durante il VI Esecutivo Allargato dell'Internazionale Comunista: «Noi crediamo nostro dovere di dire, senza esitazioni e con completo senso di responsabilità, questa grave cosa, che nessuna solidarietà potrà unirci a quegli uomini che abbiamo giudicati indipendentemente dalle loro intenzioni e dai loro caratteri psicologici come rappresentanti dell'ormai inevitabile prospettiva dell'inquinamento opportunista del nostro partito».

Fu al VI Esecutivo Allargato l'ultimo tentativo della sinistra italiana di portare la linea dell'Internazionale alla tesi della rivoluzione mondiale:
Le spectacle de cette séance plénière m'ouvre de sombre perspectives pour ce qui est des changements a venir dans l'Internationale. Je voterai donc contre le projet de résolution qui à été présenté.»
Lo spettacolo di questa sessione plenaria m'apre fosche prospettive per ciò che riguarda i cambiamenti a venire nell'Internazionale. Pertanto voterò contro il progetto di risoluzione che è stato presentato.»
Dopo un infruttuoso ricorso presso l'Internazionale Comunista sull'esito del Congresso italiano e la proposta restata lettera morta d'una sessione dell'Internazionale che discutesse a breve dei problemi sorti nel partito e nello stato russo, la sinistra fu sempre più emarginata dal partito cominciando a fuoriuscirne mentre l'organizzazione proseguì guidata dal nuovo gruppo dirigente allineato ai dettami politici dell'Unione Sovietica. Il III Congresso introdusse la carica di segretario generale mentre fino ad allora le persone al vertice erano semplicemente chiamate redattore capo (art. 47 dello statuto del 1921) o segretario (art. 51).
Nel 1924 nacque il nuovo organo di stampa, l'Unità, che fu affidato alla direzione di Ottavio Pastore e doveva unire il PCd'I e i terzini del PSI pronti a fare la lista comune di Unità Proletaria per le elezioni di aprile. Il Congresso di Lione del 1926 segnò una svolta importante. Nelle cosiddette Tesi di Lione Gramsci ribadì: «Spetti al Partito Russo una funzione predominante e direttiva nella costruzione di una Internazionale comunista. [...] La organizzazione di un partito bolscevico deve essere, in ogni momento della vita del partito, una organizzazione centralizzata, diretta dal Comitato centrale non solo a parole, ma nei fatti. Una disciplina proletaria di ferro deve regnare nelle sue file».
L'emarginata sinistra continuò invece la sua opera in esilio con un proprio organo di stampa denominato Bilan. Bulletin Théorique mensuel de la fraction de gauche du PCI (poi Bulletin théorique mensuel de la Fraction italienne de la Gauche Communiste) dal novembre 1933.

## Clandestinità

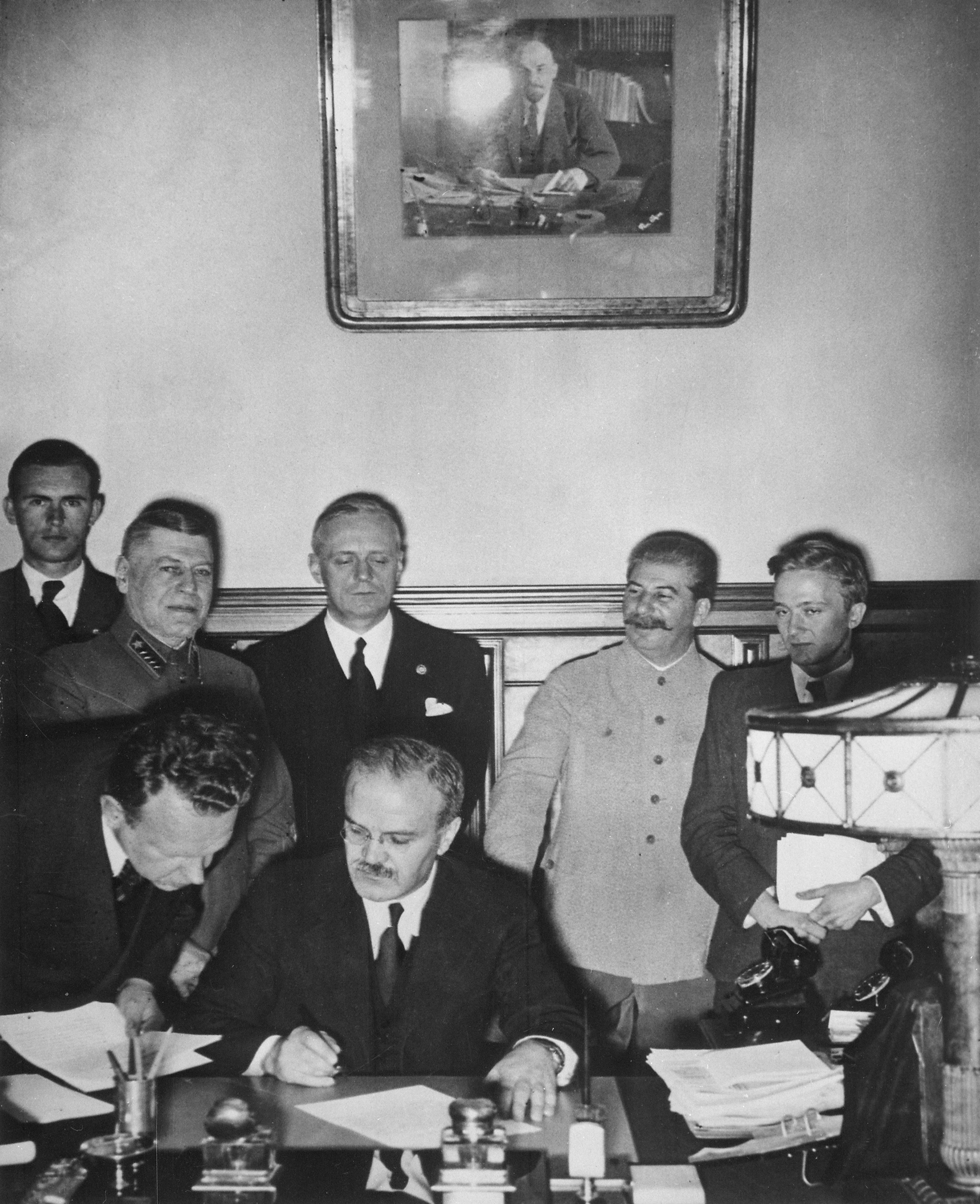
La firma tra tedeschi e sovietici nel 1939 del Patto Molotov-Ribbentrop mandò in crisi i partiti come il PCdI che avevano seguito la linea antifascista

Nel 1926 Bordiga e Gramsci furono arrestati e inviati al confino a Ustica. Il partito comunista, come tutte le formazioni democratiche, venne soppresso dal regime fascista il 5 novembre 1926. Il partito venne ricostituito clandestinamente, in parte rimanendo in Italia dove fu l'unico partito antifascista a essere presente seppure a livello embrionale, in parte emigrando all'estero verso la Francia e l'Unione Sovietica. Con l'arresto di Gramsci la guida di fatto passò a Togliatti, che rafforzò ulteriormente i rapporti con l'Unione Sovietica. Questi rapporti si deteriorarono bruscamente nel 1929 a causa della presa di posizione di Tasca, che aveva sostituito Togliatti a Mosca, in favore della destra sovietica guidata da Bucharin, che si contrapponeva in quel periodo a Stalin.
Negli anni successivi al 1926 molti comunisti fuggirono all'estero. Dei circa seicento che soggiornavano in Russia circa duecento furono su indicazione dei loro dirigenti segnalati come indisciplinati o bordighisti-trotskisti alle autorità sovietiche e vennero inviati nei gulag o immediatamente fucilati.
Dopo che tutta la linea del PCd'I da Lione in poi fu messa in discussione Togliatti espulse Tasca e allineò di nuovo il partito sulle posizioni di Stalin, che erano ritornate a essere piuttosto settarie. Infatti il PCd'I fu costretto ad associare ai socialisti italiani e al giovane movimento di Giustizia e Libertà la teoria del socialfascismo, che poneva le sue basi sull'equiparazione tra fascismo e socialdemocrazia, intesi entrambi come metodi utilizzati dalla borghesia per conservare il potere. Il 20 marzo 1930 l'ala stalinista espulse anche Bordiga con l'accusa di trotskismo.
Con la crescita del pericolo nazista e la dissoluzione del gruppo della sinistra interna del partito, impossibilitata a operare in Italia ed emarginata dai filosovietici, l'Internazionale Comunista cambiò strategia e tra il 1934 e il 1935 lanciò la proposta di riunire in un fronte popolare tutte le forze che si opponevano all'avanzata dei fascismi. I comunisti italiani, che avevano faticato ad accettare la svolta del 1929, ebbero una sofferenza ancora maggiore per uscire dal settarismo a cui quella svolta sembrava averlo destinato in quanto nell'Italia fascista i militanti si erano trovati da soli a fronteggiare la dittatura. Seppur lentamente, la guida di Togliatti a Mosca e di Grieco a Parigi, ormai senza opposizione interna, resse la nuova struttura dal 1934 al 1938 dando i suoi frutti e nell'agosto 1934 fu sottoscritto il patto d'unità d'azione tra socialisti e comunisti italiani, che nonostante i distinguo segnò la riapertura del dialogo tra i due partiti operai. Nel 1938 Grieco fu commissariato da Mosca, che inviò Giuseppe Berti.
Questa linea politica andò di nuovo in crisi con il Patto Molotov-Ribbentrop del 1939 in quanto fu impossibile conciliare l'unità antifascista con l'approvazione del patto fra sovietici e nazisti e i comunisti italiani furono costretti ad appiattirsi sulle posizioni dell'Internazionale Comunista che in quel periodo teorizzava per i comunisti l'equidistanza tra i diversi imperialismi. La situazione si aggravò ulteriormente quando con l'invasione tedesca si ritrovarono in clandestinità anche a Parigi. Togliatti fu arrestato, ma non essendo stato riconosciuto se la cavò con pochi mesi di carcere e dopo avere riorganizzato un embrione di centro estero del partito andò a Mosca, dove l'Internazionale Comunista, avendo sciolto definitivamente l'Ufficio Politico e il Comitato Centrale, gli affidò la direzione solitaria dei comunisti italiani.

## Comunisti incarcerati dal regime fascista
Il 4 giugno 1928 il Tribunale speciale per la difesa dello Stato condannò diciotto membri del PCd'I. Si andava dal segretario generale Gramsci a semplici militanti per un totale di oltre 293 anni di reclusione. Presidente era il generale Alessandro Saporiti mentre il pubblico ministero l'avvocato Michele Isgrò. Il collegio di difesa era formato dagli avvocati Giovanni Ariis, Adelmo Niccolai, Giuseppe Sardo e Gaetano Ferragni. Vennero condannati i seguenti comunisti:
- Antonio Gramsci, Giovanni Roveda e Mauro Scoccimarro ad anni 20, mesi 4, giorni 5, 6.200 lire di multa, interdizione perpetua dai pubblici uffici e 3 anni di vigilanza speciale.
- Umberto Terracini ad anni 22, mesi 9, giorni 5, 11.200 lire di multa, interdizione perpetua dai pubblici uffici e 3 anni di vigilanza speciale.
- Aladino Bibolotti ad anni 18, mesi 4, giorni 5, 11.200 lire di multa, interdizione perpetua dai pubblici uffici e 3 anni di vigilanza speciale.
- Igino Borin, Domenico Marchioro e Ezio Riboldi ad anni 17, mesi 4, giorni 5, 6.200 lire di multa, interdizione perpetua dai pubblici uffici e 3 anni di vigilanza speciale.
- Rosolino Ferragni ad anni 16, mesi 4, giorni 5, 11.200 lire di multa, interdizione perpetua dai pubblici uffici e 3 anni di vigilanza speciale.
- Giovanni Nicola, Battista Tettamanti, Vittorio Flecchia, Enrico Ferrari, Bonaventura Gidoni, Giacomo Stefanini e Orfeo Zambon ad anni 15, mesi 4, giorni 5, 6.200 lire di multa, interdizione perpetua dai pubblici uffici e 3 anni di vigilanza speciale.
- Anita Pusterla ad anni 9, mesi 8, giorni 20, 4.000 lire di multa, interdizione perpetua dai pubblici uffici e 3 anni di vigilanza speciale.
- Virgilio Fabruzzi ad anni 5, mesi 10, giorni 15, 1.000 lire di multa e 3 anni di vigilanza speciale.

## Guerra e rinascita

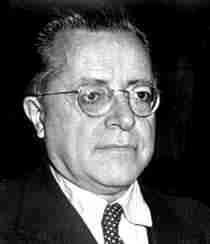
Palmiro Togliatti, segretario del partito dall'esilio moscovita

La situazione all'interno del partito si tranquillizzò dopo la dichiarazione di guerra di Benito Mussolini a Francia e Regno Unito nel 1940, che permise che si ricreassero le condizioni per una nuova unità antifascista, suggellata nel 1941 a Tolosa da un accordo tra comunisti, socialisti e Giustizia e Libertà. Man mano che gli insuccessi nella conduzione bellica gettavano sul regime fascista sempre maggiore discredito fra la popolazione italiana, i comunisti cominciarono a riorganizzare la rete clandestina entro i confini italiani e a fare sentire la propria voce anche grazie all'importante lavoro di Umberto Massola e alla diffusione del bollettino intitolato Quaderno del lavoratore con cui venivano diffuse le posizioni ufficiali del partito, dettate direttamente da Togliatti attraverso Radio Mosca.
Nello stesso tempo ripresero forza numerosi piccoli gruppi come i partigiani di Bandiera Rossa che spesso con linea politica autonoma continuavano dall'interno del Paese la loro lotta al fascismo, tentando in alcuni casi di far rinascere un partito comunista fedele alle tesi dell'originaria maggioranza di sinistra del PCd'I.
Il 15 maggio 1943 a seguito dello scioglimento dell'Internazionale Comunista richiesto dall'Unione Sovietica per rassicurare i suoi Alleati occidentali, l'organizzazione dei comunisti italiani guidata da Togliatti assunse la denominazione ufficiale di Partito Comunista Italiano (PCI). Con la caduta del fascismo (25 luglio 1943) l'iniziativa del partito aumentò sensibilmente sia per i maggiori margini di manovra sia per l'uscita dal carcere e il ritorno dall'esilio di numerosi dirigenti. Insieme agli altri maggiori partiti antifascisti, nell'estate 1943 il PCI costituì il Comitato di Liberazione Nazionale (CLN).

## La svolta di Salerno e il "partito nuovo"
Il rientro in Italia di Togliatti, sbarcato a Napoli il 27 marzo 1944, segnò un profondo cambiamento nella politica del partito. In un discorso tenuto nella città partenopea l'11 aprile 1944, presso il cinema Modernissimo, Togliatti annunciò quella che sarebbe passata alla storia come svolta di Salerno: l'avvio di una politica di unità nazionale che prevedeva l'alleanza con le altre forze politiche antifasciste e la collaborazione con la monarchia e il governo Badoglio, rinviando la risoluzione della questione istituzionale al termine della guerra. La svolta, accolta non senza qualche contrasto all'interno del PCI, rappresentò una netta cesura rispetto alla precedente politica del partito, che aveva vissuto isolato nell'illegalità e, a causa della propria fedeltà al modello leninista e all'URSS, aveva attraversato momenti di forte attrito con le altre forze di sinistra. La mossa di Togliatti, la cui ideazione è attribuita da diversi studiosi a Stalin, permise il superamento della pregiudiziale repubblicana di socialisti e azionisti. Ciò rese possibile la formazione, il 22 aprile 1944 a Salerno, del secondo governo Badoglio quale esecutivo di "unità nazionale" sostenuto dai partiti antifascisti del CLN.
La svolta del 1944 finì per rappresentare un elemento identitario nella storia del PCI, inaugurando un nuovo modo di fare politica riassunto nella formula, anch'essa elaborata da Togliatti, del "partito nuovo". In applicazione della nuova linea politica, il PCI si autorappresentò come un partito «nazionale», «popolare», «di massa» (e in quanto tale rispettoso delle masse cattoliche), «di governo», allontanandosi quindi dall'originaria impostazione leninista. A partire da quell'anno, anche in virtù del grande rilievo assunto nella guerra di liberazione, il PCI acquisì un notevole peso politico e moltiplicò il numero di militanti. Togliatti intervenne in prima persona in diverse occasioni per illustrare la nuova politica sulla neonata rivista teorica del partito, significativamente intitolata La Rinascita.
La storiografia sul PCI, pur individuando nella svolta del 1944 un importante snodo della sua storia, generalmente considera il partito un unico soggetto politico esistito dal 1921 al 1991. Secondo Luciano Canfora, la svolta del 1944 fu invece tanto radicale da determinare di fatto la nascita di «un altro partito», fondato su basi ideologiche profondamente diverse da quelle socialiste rivoluzionarie del 1921.

## Stampa
Il primo Comitato Centrale del PCd'I riconosceva come suo organo centrale Il Comunista (edito a Milano e poi a Roma) dall'11 ottobre 1921, quando divenne quotidiano e fu diretto di fatto da Togliatti. Il Comitato Centrale del Pcd'I autorizzava anche i seguenti organi di stampa:
- L'Ordine Nuovo (quotidiano di Torino)
- Il Lavoratore (quotidiano di Trieste)
- L'Adda (settimanale di Sondrio fino al 1923)
- L'Azione comunista (Firenze)
- Bandiera Rossa (Ancona)
- Bandiera Rossa (Savona)
- Battaglia Comunista (Massa)
- Il Bolscevico (settimanale di Novara)
- La Comune (settimanale di Como)
- L'Eco dei Comunisti (settimanale di Cremona)
- L'Eco dei Soviet (settimanale di Venezia)
- Falce e Martello (Torino)
- La Giovine Umbria (Spoleto)
- La lotta di classe (settimanale di Forlì)
- Il Proletario comunista (settimanale di Mantova)
- Il Soviet (Napoli)

Organo teorico è Rassegna Comunista (a cura di Giovanni Sanna e ispirato da Bordiga). L'Ordine Nuovo da quotidiano comunista diviene poi organo del partito comunista.
Si aggiunsero poi i seguenti:
- l'Unità (dal 1924)
- Prometeo (Napoli, 1924)
- Lo Stato operaio (Parigi, quindi New York, dal 1927 al 1943)

La Federazione Giovanile Comunista Italiana aveva come suo organo di stampa il mensile Avanguardia mentre il comitato sindacale editava il settimanale Il Sindacato rosso.
Le testate elencate spesso ebbero breve vita per via anche della repressione fascista. Altri sopravvissero con edizioni clandestine anche all'estero.
All'inizio degli anni venti L'Ordine Nuovo con 45 000 copie era il quotidiano con la maggior tiratura. L'altro quotidiano, Il Lavoratore, si fermava a 16 000. Non andava oltre le 10 000 copie il centralissimo Il Comunista. Tirature più importanti avevano l'Avanguardia e Il Sindacato rosso, rispettivamente di 25 000 e 15 000 copie.

## Simbolo
Il simbolo elettorale del Partito Comunista d'Italia non venne ripreso dal Partito Comunista Italiano, che preferì una canonica bandiera rossa. Si trattava di un simbolo molto semplice, falce e martello sovrapposte (in modo diverso da quello ormai iconico, ossia con i manici sovrapposti) circondate da una ghirlanda di spighe di grano simbolo di pacifismo e di lavoro. Dietro alla falce e al martello sorgeva il sol dell'avvenir. Non si tratta comunque di una novità visto che lo stesso identico simbolo era stato uno dei primissimi del Partito Socialista Italiano, usato durante le elezioni politiche del 1919. Lo stesso simbolo viene ripreso dal Partito Comunista Internazionalista che lo conserva tuttora.